# Blue & Lonesome
Blue & Lonesome är ett musikalbum av The Rolling Stones. Det lanserades den 2 december 2016 på skivbolaget Polydor Records. Skivan spelades in i London under endast tre dagar i december 2015 och produceras av Don Was tillsammans med "The Glimmer Twins", det vill säga Mick Jagger och Keith Richards. Gruppens senaste studioalbum A Bigger Bang lanserades 2005. Blue & Lonesome innehåller inget nyskrivet material utan är ett rent coveralbum där gruppen tolkar olika blueskompositioner av exempelvis Howlin' Wolf, Little Walter och Willie Dixon. Den första låten från albumet som lanserades för allmänheten var den inledande "Just Your Fool". På två av albumets spår medverkar Eric Clapton på gitarr. Clapton spelade själv in en skiva vid tillfället och tillfrågades att vara med på Stonesskivan.
Albumet nådde förstaplatsen på ett flertal europeiska albumlistor.

## Låtlista
(upphovsman inom parentes)
Sida ett
1. "Just Your Fool" (Buddy Johnson) - 2:16
2. "Commit a Crime" (Howlin' Wolf) - 3:38
3. "Blue and Lonesome" (Memphis Slim) - 3:07

Sida två
1. "All of Your Love" (Magic Sam) - 4:46
2. "I Gotta Go" (Little Walter) - 3:26
3. "Everybody Knows About My Good Thing" (Miles Grayson, Lermon Horton) - 4:30

Sida tre
1. "Ride 'Em On Down" (Eddie Taylor) 2:48
2. "Hate to See You Go" (Little Walter) 3:20
3. "Hoo Doo Blues" (Otis Hicks, Jerry West) 2:36

Sida fyra
1. "Little Rain" (Ewart G. Abner Jr. och Jimmy Reed) - 3:32
2. "Just Like I Treat You" (Willie Dixon) - 3:24
3. "I Can't Quit You Baby" (Dixon) - 5:13

## Medverkande
- Mick Jagger - sång, munspel
- Keith Richards - gitarr
- Ron Wood - gitarr
- Charlie Watts - trummor

Samt:
- Eric Clapton - gitarr, gästartist
- Jim Keltner - slagverk, gästartist
- Darryl Jones - bas
- Chuck Leavell - keyboards

## Listplaceringar
- Billboard 200, USA: #4[3]
- UK Albums Chart, Storbritannien: #1[4]
- Nederländerna: #1[5]
- Österrike: #1[6]
- Danmark: #2[7]
- Finland: #5[8]
- VG-lista, Norge: #1[9]
- Sverigetopplistan, Sverige: #1[10]